# Giorgio Cecchinel
Giorgio Cecchinel (Vittorio Veneto, 24 juni 1989) is een Italiaans wielrenner. Namens Neri Sottoli reed hij in 2014 zijn eerste Grote Ronde: de Ronde van Italië. Hij startte niet meer in de zesde etappe en reed zodoende de koers niet uit.

## Overwinningen
2007
3e etappe Ronde van Lunigiana
Eindklassement Ronde van Lunigiana

## Resultaten in voornaamste wedstrijden
| Jaar | Ronde van Italië | Ronde van Frankrijk | Ronde van Spanje |
| ---- | ---------------- | ------------------- | ---------------- |
| 2014 | opgave           |                     |                  |
| 2015 |                  |                     |                  |
| 2016 |                  |                     |                  |

| Jaar | Milaan-San Remo | Ronde van Lombardije |
| ---- | --------------- | -------------------- |
| 2014 |                 | opgave               |
| 2015 |                 |                      |
| 2016 | opgave          |                      |

## Ploegen
- 2014 –  Neri Sottoli[1]
- 2015 –  Southeast[2]
- 2016 –  Androni Giocattoli-Sidermec

Andriato · Bellini · Carretero · Cecchinel · Chicchi · Colli · Conti · Dal Col · De Patre · Failli · Fedi · Finetto · Fonzi · Gil · Miletta · Monsalve · Ponzi · Pozzo · Rabottini · Taborre · Tedeschi · Viola (stagiair)
Andriato · Belletti · Bertazzo · Busato · Carretero · Cecchinel · Conti · Dal Col · Favilli · Fedi · Finetto · Fonzi · Gavazzi · Gil · Mareczko · Monsalve · Petacchi · Ponzi · Tedeschi · Wackermann · Zhupa · Amezqueta (stagiair) · Rodríguez (stagiair)
Bandiera · Benfatto · Bernal · Cecchinel · Chicchi · Dall'Antonia · Frapporti · Gavazzi · Nardin · Pacioni · Pellizotti · Ratto · Selvaggi · Taliani · Torres · Țvetcov · Viganò · Bonusi (stagiair) · De Marchi (stagiair) · Gasparrini (stagiair)